# Hypatopa nex
Hypatopa nex  (лат.) — вид мелких молевидных бабочек рода Hypatopa из семейства сумрачные моли (Blastobasidae, Gelechioidea). Эндемик Коста-Рики (Центральная Америка).

## Описание
Длина передних крыльев 5,0—6,0 мм. Окраска передних крыльев и усиков палево-коричневая, задние крылья и хоботок серовато-коричневые. Обладает сходством с видами Hypatopa cladis, отличаясь от них деталями строения гениталий. Вид был впервые описан в 2013 году американским лепидоптерологом Дэвидом Адамски (David Adamski, Department of Entomology, Национальный музей естественной истории, Смитсоновский институт, Вашингтон). Видовое название происходит от латинского слова лат. nex — «насильственная смерть».